# Obelisco de Montecitorio
El Obelisco de Montecitorio (en italiano: Obelisco di Montecitorio) es un antiguo obelisco de granito rojo egipcio de Psamético II (595-589 AC) de Heliópolis. Traído a Roma, con el obelisco Flaminio en el año 10 antes de cristo por el emperador romano Augusto, se utilizó como el gnomon del Solarium Augusti, que es donde hoy se encuentra la Plaza Montecitorio. Es 21,79 metros (71 pies) de alto, y 33,97 metros (111 pies), incluyendo la base y el globo.
En el nuevo diseño de la Piazza Montecitorio (inaugurada el 7 de junio de 1998), un nuevo meridiano fue trazado sobre el pavimento en honor del meridiano de Augusto, que apunta hacia la entrada principal del palacio. Por desgracia, la sombra del obelisco no apunta precisamente en esa dirección, y su función gnomónica se pierde definitivamente.